# Besse-sur-Issole
Besse-sur-Issole is een gemeente in het Franse departement Var (regio Provence-Alpes-Côte d'Azur) en telt 1779 inwoners (1999). De plaats maakt deel uit van het arrondissement Brignoles.

## Geografie
De oppervlakte van Besse-sur-Issole bedraagt 37,3 km², de bevolkingsdichtheid is 47,7 inwoners per km².
De onderstaande kaart toont de ligging van Besse-sur-Issole met de belangrijkste infrastructuur en aangrenzende gemeenten.

## Demografie
Onderstaande figuur toont het verloop van het inwonertal (bron: INSEE-tellingen).